# El capitán Serafín y su grumete Diabolín
El capitán Serafín y el grumete Diabolín, también conocida como El grumete Diabolín y el capitán Serafín, fue una serie de historietas creada por Roberto Segura en 1955 y retomada en 1967 por el propio autor, en principio en alternancia con Jordi Buxadé. Segura la continuaría en solitario desde 1968 hasta 1975.

## Trayectoria editorial
La primera historieta de la serie de la que se tiene constancia, originalmente con el título El grumete Diabolín y el capitán Serafín, apareció publicada en el nº 1 de la revista Juguetitos, con fecha de Enero de 1955. La historieta se publicó como página central, está firmada en su guion y dibujo por Segura.
Tras una etapa de alternancia entre el propio Segura y Jordi Buxadé en las páginas de El DDT (3ª etapa) a partir de julio de 1967, la historieta volvió a aparecer en el número 10 de Din Dan, fechado el 22 de abril de 1968, realizada ya en solitario por Roberto Segura.
En 1971 la editorial recopiló de forma desordenada algunas historietas de la serie en el álbum número 21 de la Colección Olé!.
El 21 de junio de 1975, en el Extra de Verano de El DDT, apareció la última historieta de la serie, aunque Bruguera recogió posteriormente algunas entregas antiguas en diversos volúmenes de su colección Olé!:
- 1978 Mortadelo y Filemón: Un disparate tras de otro (núm. 151)
- 1979 Zipi y Zape: Dos ciclones sin remedio (núm. 172)
- 1979 Zipi y Zape: El túnel del tiempo (núm. 173)
- 1979 Zipi y Zape: Viaje accidentado (núm. 176)
- 1979 Zipi y Zape: Dos fierecillas de aúpa (núm. 177)
- 1979 Zipi y Zape: Mami, vamos a ser buenos (núm. 180)
- 1979 Zipi y Zape: Gamberretes cien por cien (núm. 181)
- 1979 Zipi y Zape: Aluvión de diabluras (núm. 184)
- 1979 Zipi y Zope: Zafarrancho de trastadas (núm. 185).

También se reeditaron algunas historietas en Mortadelo Extra (1987) de Ediciones B.